# Coelogyne lockii
Coelogyne lockii är en orkidéart som beskrevs av Leonid Vladimirovitj Averjanov.
Coelogyne lockii ingår i släktet Coelogyne och familjen orkidéer. Artens utbredningsområde är Vietnam. Inga underarter finns listade i Catalogue of Life.